# Carlos Caszely
Carlos Humberto Caszely Garrido, mais conhecido como Carlos Caszely (Santiago, 5 de julho de 1950) é um ex-futebolista chileno, que teve destaque com a equipe do Colo-Colo em 2 passagens. No Chile, é chamado até hoje de El Chino, El Rey del Metro Cuadrado, El Gerente. Ficou ainda conhecido por não ter dado a mão ao ditador Augusto Pinochet (de quem era opositor declarado) em um jogo da seleção chilena e por ter levado o primeiro cartão vermelho da história das Copas.

## Biografia
Nascido no bairro de San Eugenio, na capital chilena, Carlos Caszely é tido como o jogador mais popular e querido da história do Colo-Colo. Começou nas categorias inferiores do Colo-Colo e atuou no time profissional pela primeira vez em 1967 em um jogo amistoso internacional contra o Peñarol do Uruguai.
Em sua primeira jogada, passou a bola por debaixo das pernas de seu adversário. Sua estreia oficial foi no Estádio Nacional em 30 de julho de 1967. A juventude chilena logo se identificou com ele por ser um tipo autêntico, sem "papas na língua", além de ser um jogador que fazia maravilhas com a bola, principalmente em espaços reduzidos (o que lhe valeu a alcunha de El Rey del Metro Cuadrado). A velocidade também era sua característica. Mas, nessa época, perdia gols fáceis por sua vontade de fazê-los do modo mais espetacular possível e era tido como um "garoto mimado e difícil" pela torcida. Já era titular do time em 1969 e conquistou o campeonato chileno em 1970. Nesse mesmo ano sofreu uma grave contusão em um jogo contra a Unión Española que o deixaria inativo até 1971.
Em 1972, o treinador Luis Álamos nomeia Caszely, então com apenas 21 anos, capitão da seleção chilena. Isso faz com que o craque amadureça. Tem ótimas atuações pela seleção na Copa Independência jogada nesse mesmo ano no Brasil a ponto da equipe do Santos de Pelé perguntar ao Colo-Colo o preço de seu passe e, nesse mesmo ano, conquista mais um campeonato chileno. Em 1973 já era definitivamente um ídolo. Suas atuações deslumbrantes pelo Colo-Colo fizeram com que seu time fosse a primeira equipe chilena a chegar a um final da Copa Libertadores da América. Esse período se encerra com sua transferência para o Levante, então na segunda divisão espanhola, pelo qual marcou 15 gols em 24 partidas, e em seguida, foi para o Espanyol, da cidade de Barcelona, onde ficaria quatro de seus cinco anos em território espanhol.
Joga a Copa do Mundo de 1974, disputada na Alemanha, como titular em dois jogos: Alemanha Ocidental e Austrália. No primeiro jogo contra os anfitriões é expulso, sendo o primeiro jogador a receber cartão vermelho na história da Copa, pela mão do turco Dogan Babacan. Retorna ao Colo-Colo em 1978 e, a partir daí, se inicia um dos períodos mais brilhantes de sua carreira: é artilheiro do campeonato chileno por três anos seguidos (1979, 1980, 1981); é campeão chileno nos anos de 1979, 1981 e 1983; capitão da equipe em 1979 e 1980 e ainda foi destaque com a seleção chilena na Copa América de 1979 na qual os chilenos obtiveram o vice-campeonato. Ainda disputa a Copa do Mundo de 1982, realizada na Espanha, atuando como titular em dois jogos na fase de grupos (primeira fase): Áustria e Argélia. Contra os austríacos, perde um pênalti, contribuindo para que La Roja, com um time envelhecido, caísse na primeira fase. Ainda assim, no mesmo ano, integrou, em um jogo amistoso, uma seleção de astros sul-americanos.
De volta ao Colo-Colo em 1978, encerrou oficialmente sua carreira em 12 de outubro de 1985. No  junho de 1985 jogou em dois partidas amistosas, as partidas finais da historia do New York Cosmos original, e marcou um gol. Em 1986, com 35 anos de idade, ainda jogou 8 partidas pelo Barcelona da cidade de Guayaquil, no Equador, para ajudar seu amigo Luis Santibañez, que treinara o atacante na Copa de 1982. Até os dias de hoje, Caszely continua muito popular entre os chilenos.

## Títulos
Colo-Colo
- Campeonato Chileno: 1970, 1972, 1979, 1981, 1983
- Copa Chile: 1981, 1982, 1985

## Artilharia
Colo-Colo
- Copa Libertadores da América: 9 gols - 1973
- Campeonato Chileno: 26 gols - 1979, 20 gols - 1980, 20 gols - 1981

## Curiosidades
- Em 1973, Carlos Caszely tornou-se o primeiro - e até agora único - jogador chileno a ser artilheiro da Copa Libertadores da América.
- Nesse mesmo ano aconteceu o golpe militar desferido pelo general Augusto Pinochet contra o presidente legalmente constituído, Salvador Allende. Seu colega de time, Francisco Valdés, em uma atitude muito polêmica, apoiou o golpe. Caszely, que foi radicalmente contra, foi um dos pouquíssimos jogadores chilenos a se manifestar abertamente contra o golpe de Pinochet.
- Em um ato de muita coragem e diante das câmeras da televisão chilena, Caszely contou a todo o país como sua própria mãe foi sequestrada e torturada pelos agentes da ditadura de Pinochet.
- Na Copa do Mundo de 1970, a FIFA estava inaugurando em partidas internacionais, o chamado sistema de cartões, nas quais o cartão amarelo significa advertência e o cartão vermelho, expulsão. Apenas na Copa do Mundo da Alemanha, em 1974 foi dado o primeiro cartão vermelho para um jogador, que foi para Caszely, ao revidar uma entrada do lateral alemão Berti Vogts.